# Pieter A. Scheen
Pour les articles homonymes, voir Scheen.
Pieter Arie Scheen, né le 1er avril 1916 à La Haye, et mort le 10 novembre 2003 à Apeldoorn, est l'auteur de l'ouvrage de référence en deux volumes Lexicon Nederlandse Beeldende Kunstenaars 1750-1950, publié en 1969-1970.

## Biographie
Il est le fils du peintre et marchand d'art, appelé comme lui, Pieter Scheen et il grandit à La Haye. En tant que marchand d'art indépendant, il commence à vendre des œuvres du romantisme néerlandais et de l'École de La Haye en 1931. Il vend ces œuvres dans son entreprise dans la Zeestraat. En 1946, sa première publication est parue : Honderd jaren Nederlandsche Schilder- en Teekenkunst avec des données sur 3 000 peintres nés entre 1750 et 1850. Il reçoit le prix Buchelius pour son Lexicon en 1971.
À la fin des années 1970, Pieter Scheen et son épouse, l'artiste Elske van Santen,  partent pour la France où ils vivent pendant sept ans sur la Côte d'Azur. Au milieu des années 1980, ils retournent aux Pays-Bas et s'installent près des domaines de la Couronne à Apeldoorn. Avec la même ferveur avec laquelle il s'était auparavant consacré à l'art, il commence à se préoccuper des oiseaux. Dans son jardin, alras est apparu une volière pour les oiseaux malades, frappés ou abattus. Scheen note ses observations pendant des années et ensemble, le couple enregistre des images sur photo et film. Il en résulte ses publications De uilenkast en andere verhalen et  De race en andere verhalen, illustrées par son épouse.